# Osvaldas Čiukšys

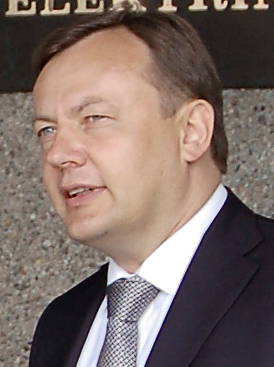
Osvaldas Čiukšys, 2010

Osvaldas Čiukšys (* 19. Mai 1966 in Ukmergė) ist ein litauischer Diplomat und ehemaliger Politiker.

## Leben
Nach dem Abitur 1984 an der 39. Mittelschule Vilnius absolvierte er von 1984 bis 1990 das Studium der Handelswirtschaft und von 1990 bis 1991 der internationalen Beziehungen. Von 2000 bis 2001 war er stellvertretender Wirtschaftsminister,  von 2004 bis 2006 Botschafter in Lettland, danach stellvertretender Außenminister. Jetzt ist er Generaldirektor von Lietuvos pramonininkų konfederacija.